# 스리랑카의 경제
스리랑카의 경제는 2019년 명목 국내총생산(GDP) 기준 840억 달러, 구매력평가 기준 2969억5900만 달러 규모였다. 스리랑카는 2003년부터 2012년까지 매년 6.4%의 성장을 경험했는데, 이는 세계은행이 지속가능하지도 않고 불평등하지도 않다고 경고한 비무역 부문의 성장에 의해 지역 동종 국가들보다 훨씬 높은 수치이다. 스리랑카는 1인당 국민소득이 1만3620PPP달러(2019년 기준)인 명목달러(3852달러)로 종전 중상위 소득에서 세계은행에 의해 중하위 소득국으로 재분류됐다.
스리랑카는 극빈층의 절반이라는 새천년개발목표(MDG)를 달성했으며, 다른 남아시아 국가들을 능가하는 다른 MDG들을 대부분 충족시키기 위해 궤도에 올랐다. 스리랑카의 빈곤인구지수는 2016년까지 4.1%였다. 스리랑카는 30년 내전이 끝난 이후 중상위권 국가로의 전환을 위해 장기적인 전략적, 구조적 개발 과제에 집중하기 시작했다. 스리랑카는 또한 사회적 포용력, 통치력, 지속가능성 등의 문제에 직면해 있다.
2019년 스리랑카 경제의 서비스 비중은 2010년 54.6%에서 58.2%로, 10년 전 26.4%에서 27.4%로, 농업은 7.4%로 증가했다. 경쟁력 있는 수출농업 분야가 있지만 국내 보호 분야 진입에는 기술 발전이 더디다. 스리랑카는 세계에서 가장 큰 고체 및 산업용 타이어 제조 중심지로 가치 사슬을 높이고 있는 의류 부문이 있다. 그러나 지난 10년간 무역 보호 강화는 내부 전망 정책의 부활에 대한 우려를 불러 일으켰다.
서비스 분야에서 항만과 공항은 스리랑카를 해운과 항공의 중심지로 만드는 데 도움을 주고 있다. 콜롬보항은 남아시아에서 가장 큰 운송 허브이다. 경쟁력 있고 글로벌 경쟁에 개방적인 소프트웨어 및 정보기술 분야가 성장하고 있다. 관광은 빠르게 확장되는 분야이다. 론리 플래닛은 2019년에 스리랑카를 방문하기 가장 좋은 여행지, 《트레버 + 레저》를 최고의 섬으로 선정했다. 스리랑카의 주요 수출국은 미국, 영국, 인도이다. 그리고 중국, 인도, 아랍에미리트가 주요 수입국이다.
COVID-19 대유행의 시작과 함께 스리랑카의 성장 둔화와 화폐 인쇄, 정부 부채에 대한 지속적인 우려가 국가신용등급 하락으로 번지고 있다. 부채화폐화로 인한 통화불안이 고조되면서 수입통제와 수입대체 현상이 심화되고 있다. 스리랑카는 이번 COVID-19 대유행 대처에서 세계 10위권 안에 들었다.

## 경제사

### 초기 역사
스리랑카는 동서 무역의 중심에 위치하고 내륙의 관개 농업으로 오랜 역사를 가지고 있는데, 스리랑카는 스리랑카 내에 남아있는 역사적 문헌과 외국인 여행객들의 기록으로 알려져 있다. 이 섬에는 인도-아리아 이주 이후 고대 왕들이 건설한 탱크라고 불리는 관개 저수지가 있는데 이들 중 많은 저수지가 오늘날까지 남아있다. 그들은 보다 현대적인 건축물과 연계된 관개 시스템의 일부를 형성한다.
기원전 400년경 인도와 스리랑카를 여행한 중국 승려 법현은 인도-아리아 정착 전 다른 나라 상인들이 이 섬에서 원주민과 교역하던 당시 현존 전설을 쓰고 있다. 법현은 '불국사기'에 "원래 사람이 살지 않다가 여러 나라의 상인들이 교역하는 정령과 나가(세례자)가 점령한 나라"라고 썼다. 그는 왕의 30%의 세금으로 귀중한 돌과 진주 수산물을 쓴다.
스님은 인도로부터 대형 상선에 승선해 섬에 도착했었다. 중국으로 돌아가기 위해 그는 200명이 넘는 대형 상인을 태우고 폭풍우를 만나 화물 일부를 바다에 던지고 인도네시아 자바드비파에 도착했다.
6세기 인도 아대륙을 방문한 이집트 알렉산드리아 출신의 상인이자 승려인 코스마스 인디코플루스테스(인도 여행자)는 스리랑카를 타프로바네, 실라디바 등으로 지칭하며 상업의 중심지라고 자세히 썼다.

### 1977년 독립
스리랑카는 1948년 영국으로부터 독립했을 때 많은 아시아 국가들보다 앞서 있었고 일본과 견줄 만한 경제적, 사회적 지표를 가지고 있었다.
스리랑카의 사회 지표는 "특별히 높은" 것으로 여겨졌다. 읽고 쓰는 능력은 19세기 후반에 이미 21.7%였다. 1946년의 말라리아 퇴치 정책은 1946년 사망률을 천명당 20명에서 1947년 14명으로 줄였다. 1948년 54세로 태어난 스리랑카의 평균 수명은 일본의 57.5세 미만이었다. 스리랑카의 1950년 유아사망률은 정상출산 1000명당 82명, 말레이시아 91명, 필리핀 102명이다.
인도양에 위치한 스리랑카는 다른 대부분의 아시아 국가들보다 빠른 경제 도약의 기회를 가질 것으로 예상되었으며 "가장 유망한 신생 국가 중 하나"로 보였다. 그러나 1948년의 낙관론은 1960년까지 흐려졌다. 민족주의 또한 전면에 나서 민족적 긴장을 불러일으켰다.
동아시아가 스리랑카를 점차 추월하고 있었다. 1950년 스리랑카의 5~19세 집단 비중 미조정 학교 등록 비율은 54%, 인도 19%, 한국 43%, 필리핀 59%였다. 그러나 1979년까지 스리랑카의 학교 등록률은 74%였으나 필리핀은 85%로 향상되었고 스리랑카는 94%로 증가하였다.
스리랑카는 독립 당시 안정적인 거시 경제를 물려받았다. 1950년 8월 29일 중앙은행이 설립되고 스리랑카는 IMF의 회원이 되었다. 1953년까지 교환 통제는 새로운 법으로 강화되었다.

### 내전후기
2009년 이전 스리랑카 정부와 LTTE 간의 내전과 싸움으로 경제에 구름이 계속 끼었다. 그러나 전쟁은 2009년 5월 19일 스리랑카 정부의 완전한 LTTE 철폐와 함께 압도적인 승리로 끝났다.
2009년 5월 내전이 종식되면서 2010년 8.0%의 높은 성장세를 보이다가 2012년 9.1%에 도달한 것은 대부분 비무역 분야 호황 때문이다. 그러나 호황은 지속되지 않았고 2013년 GDP 성장률은 3.4%로 떨어졌으며 2014년에는 4.5%로 소폭 회복하는 데 그쳤다.
스리랑카의 주요 경제 부문은 관광, 차 수출, 의류, 섬유, 쌀 생산 및 기타 농산물이다. 이러한 경제 분야 외에도, 해외 취업은 외환에서 높은 기여를 하고 있다.

## 경제 인프라 및 자원

### 교통 및 도로

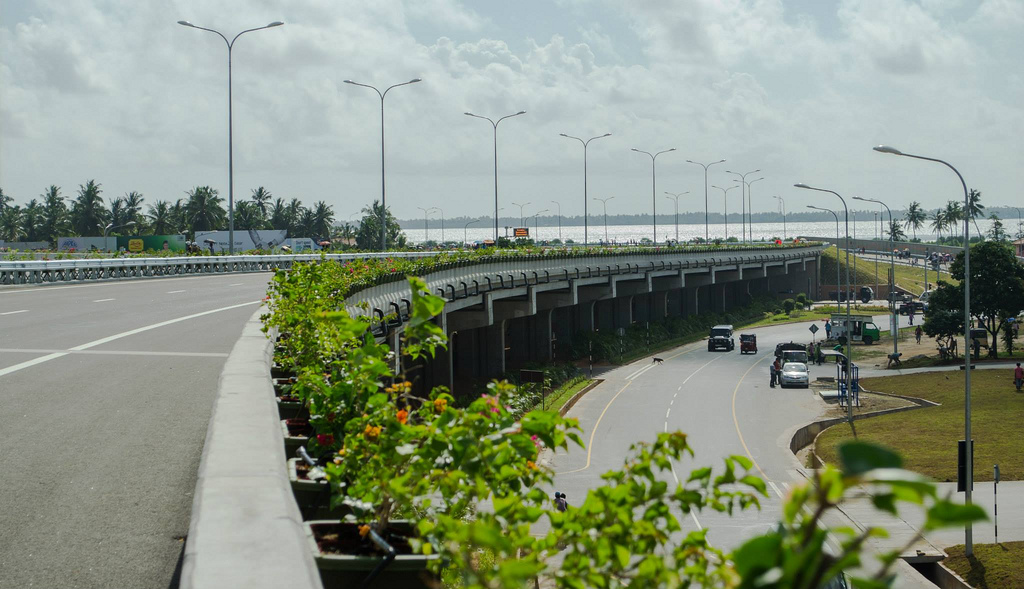
E03 고속도로

대부분의 스리랑카 도시와 마을은 국영 철도 운영사인 스리랑카 철도로 연결되어 있다. 스리랑카 교통위원회는 스리랑카 전역의 공공 버스 운영을 담당하는 국영 기관이다.
정부는 콜롬보-카투나야케 고속도로, 콜롬보-캔디 고속도로, 콜롬보-파데니야 고속도로, 외곽순환고속도로 등 경제와 국가 교통체계를 강화하기 위한 여러 고속도로 프로젝트를 시작했다. 정부가 후원하는 도로 개발청은 스리랑카의 도로망을 개선하기 위해 섬 전역에서 여러 대규모 프로젝트에 참여하고 있다. 스리랑카의 상업 및 경제 중심지, 주로 9개 지방의 수도는 "A-Grade" 도로로 연결되어 있으며, 이 도로들은 분류적으로 조직되고 표시되어 있다. 또한 포장 및 표시된 "B-Grade" 도로는 지방 내 지역 수도를 연결한다. 총 A, B, E등급 도로의 총 길이는 12,379.49km로 추산된다.

### 에너지

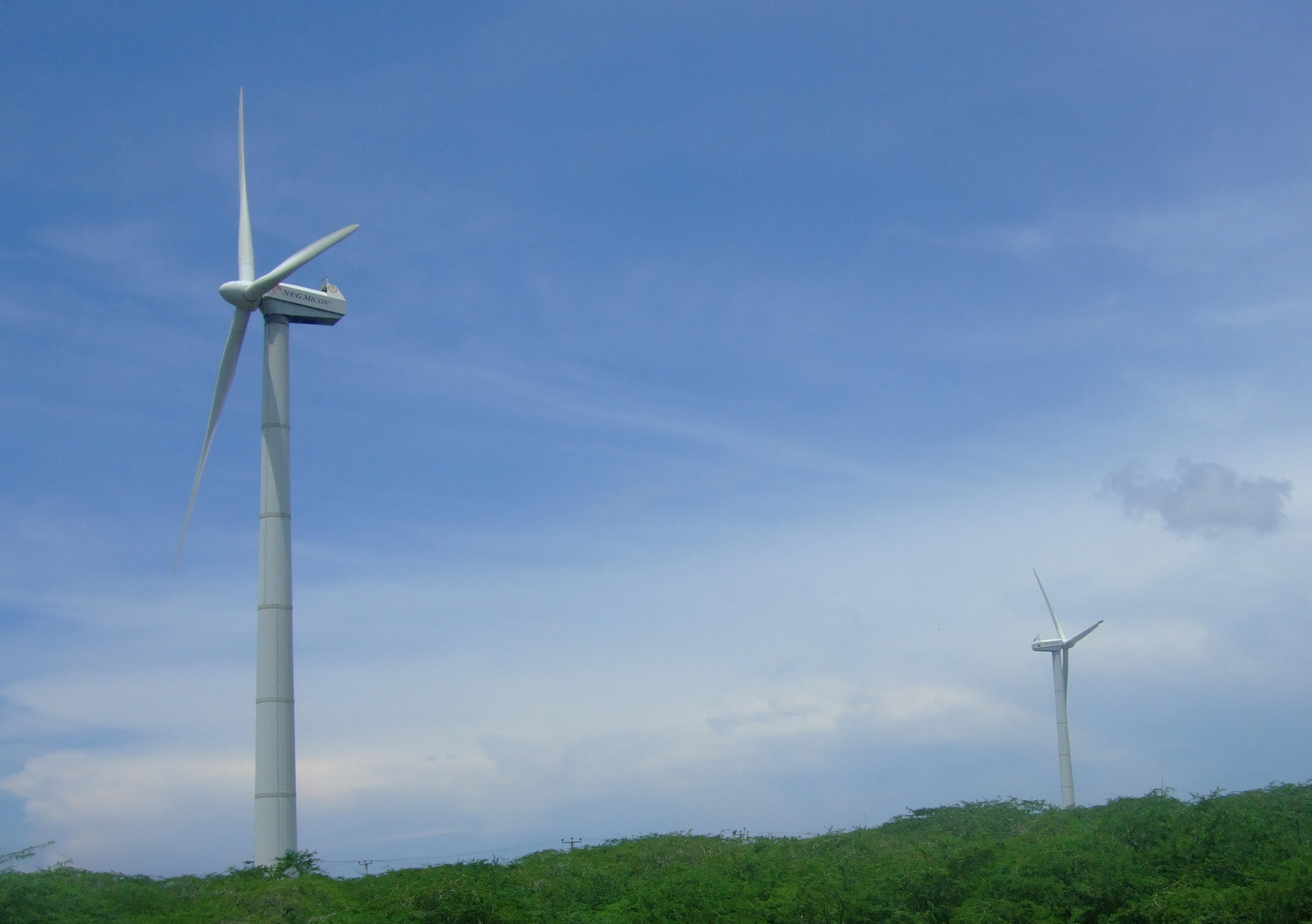
스리랑카의 풍력발전소

에너지 정책은 전력자원부가, 전력 생산과 소매업은 실론 전기위원회가 담당한다. 정책 권고와 계획은 스리랑카 공공시설 위원회의 감독하에 있다. 스리랑카의 에너지는 대부분 중부 지방의 수력발전소에서 발생한다.

### 숙련 노동
스리랑카는 교육체계가 잘 구축되어 있어 광범위한 숙련 노동력을 성공적으로 공급하고 있다. 스리랑카의 문해율은 92%로 제3세계 국가에서 예상했던 것보다 높다. 스리랑카는 남아시아와 전체적으로는 아시아에서 문해율이 가장 높은 나라 중 하나이다. 도시권 인구의 정보기술 문해 능력도 39.9%로 만족도가 높고, 전국의 사람들은 웹 기반 일자리 게시판 보관됨 2020-09-19 - 웨이백 머신을 이용해 신문, 관보 등 다른 출처와 함께 숙련된 일자리를 찾는다. 스리랑카에서는 15세 이상 남녀노소 모두 근로연령 인구로 식별된다. 스리랑카는 2017년 4분기 실업률이 4.2%로 해를 거듭할수록 점차 줄어드는 것으로 나타났다.

## 경제 부문

### 관광업

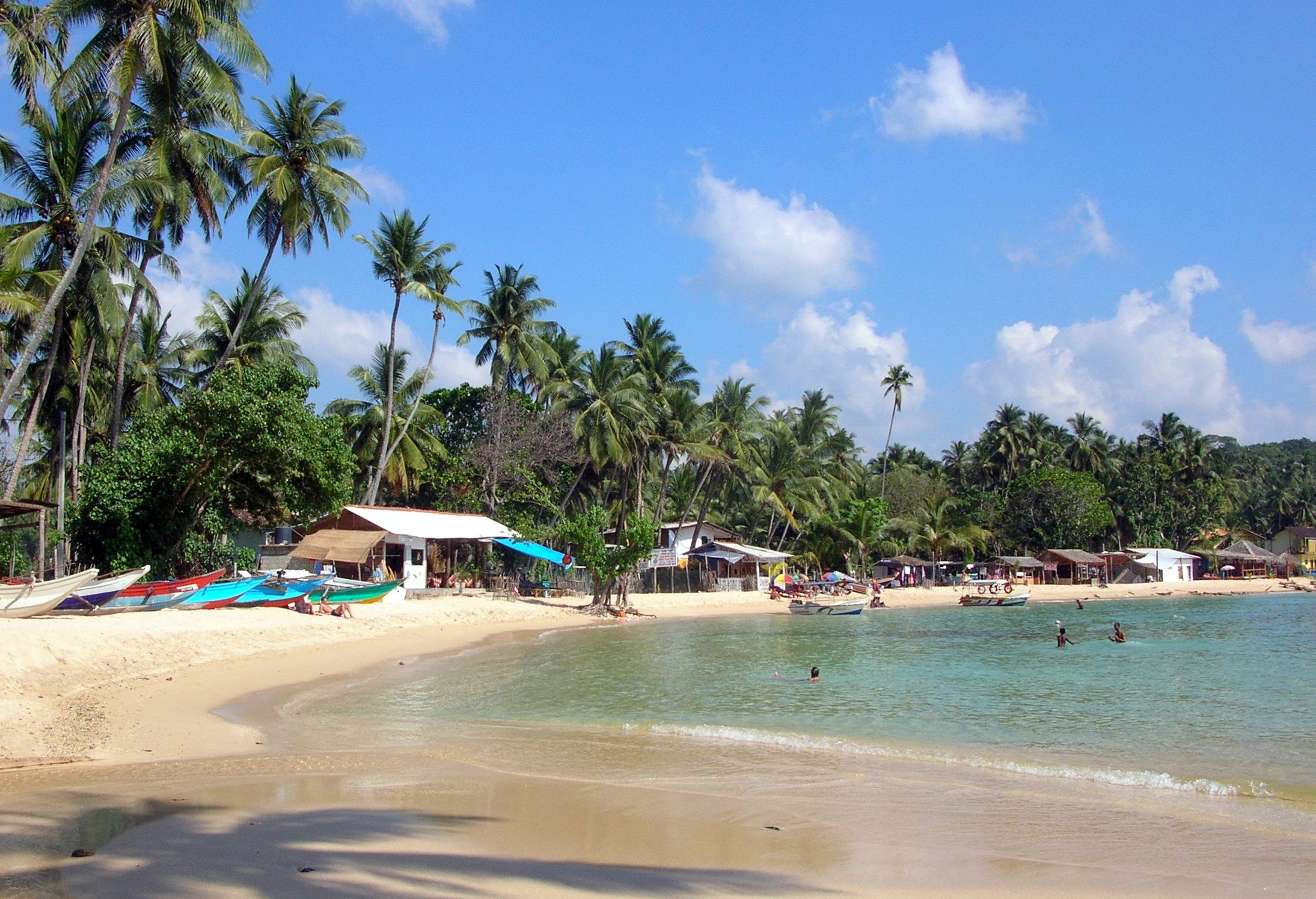
우나와투나 해변

관광업은 스리랑카의 주요 산업 중 하나이다. 남부와 동부에 위치한 섬 유명 해수욕장과 내륙에 위치한 고대 유산지, 산악지대에 위치한 휴양지 등 주요 관광지가 집중돼 있다. 또한 라트나푸라와 그 주변 지역에서 루비, 사파이어 등의 귀중한 돌들이 자주 발견되고 채굴되기 때문에 주요 관광명소이다.
2004년 인도양 지진해일과 과거 내전으로 관광객들의 발길이 줄어들었다. 외국인 방문객은 타밀 호랑이 분리주의자들과 휴전하던 2004년 56만6202명에서 2009년 종전까지 44만7890명으로 줄었다. 이후 2019년에는 233만3796명으로 급증했다. 부활절 일요일 폭탄 테러로 2019년 도착이 191만3702명으로 줄었지만 당국은 신속히 그룹을 검거하고 6월 초 영국 등 주요 시장에 의해 여행 권고안을 완화했다. 론리 플래닛은 2019년에 스리랑카를 방문하기 가장 좋은 여행지, 《트레저 + 레저》를 최고의 섬으로 선정했다.
코로나바이러스 전염병은 2020년 3월 공항이 폐쇄된 후 업계에 큰 타격을 주었다. 관광수입은 2020년 36억 달러에서 2020년 9560만 달러로 떨어진 것으로 추산됐으며, 30만 달러 이상이 이 산업과 관련이 있는 것으로 알려졌다. 정부는 채무 활동 중단을 포함한 여러 구제책을 발표했는데, 이 대책은 그 후 연장되었다. 2020년 도착은 2019년 1,913,702건에서 507,704건으로 70% 감소했으며, 거의 모든 도착은 3월에 공항이 폐쇄되기 전에 이루어졌다. '시범 프로젝트'로 불리는 2020년 12월, 393명의 패키지 관광객이 우크라이나에서 전세기를 타고 스리랑카를 찾았다. 1월 21일 관광은 공식적으로 재개되어 독립 여행객들도 일련의 건강 규칙과 코로나 바이러스 검사를 받게 되었다.

### 차 산업

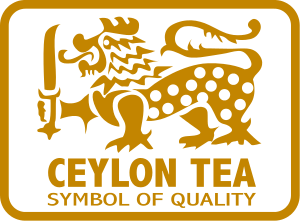
실론 티 로고

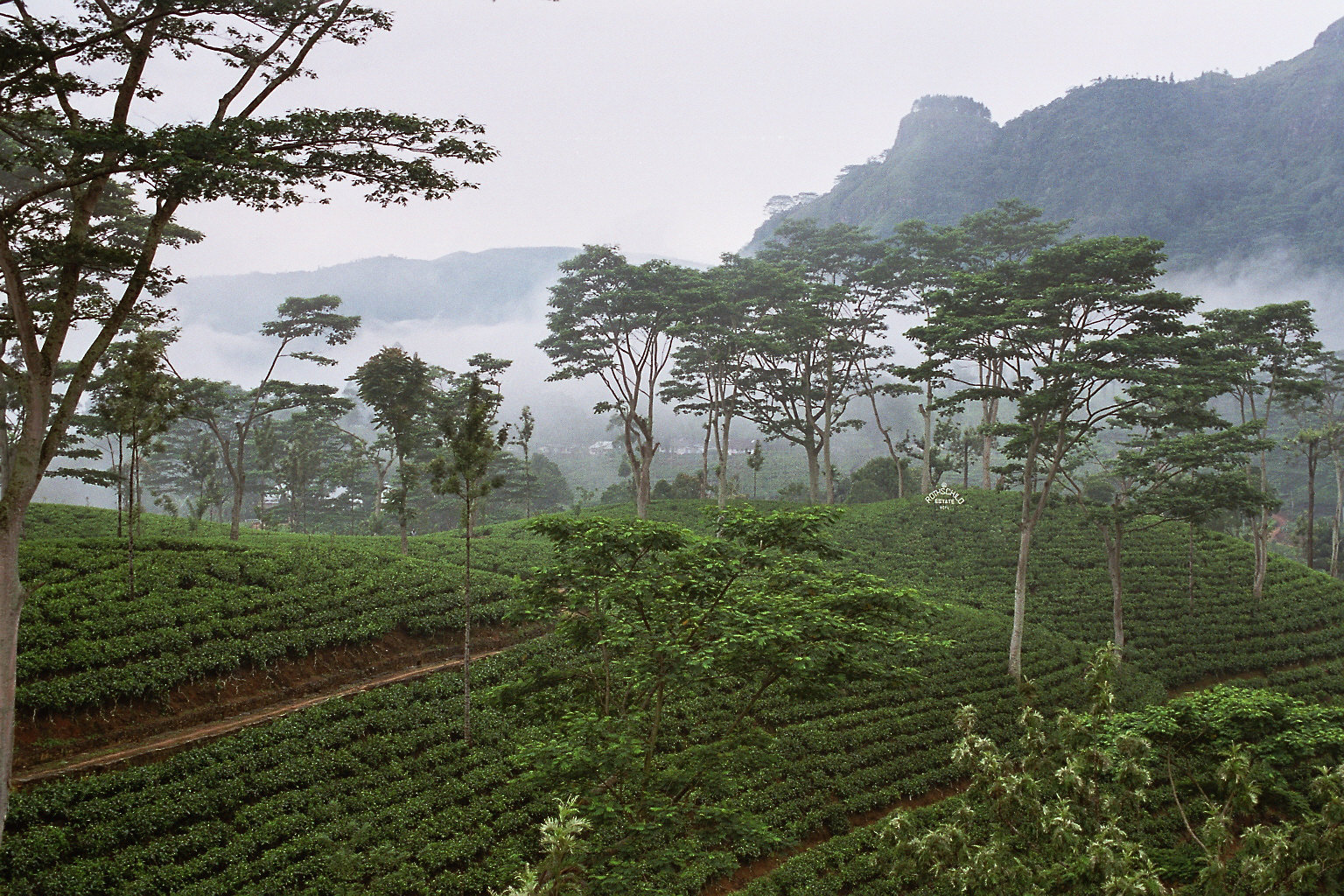
중앙 고지대의 차 지역

공공재산관리개발부 산하에 운영되는 차 산업은 스리랑카의 주요 산업 중 하나이다. 1995년 전 세계 차 수출 비중이 23%로 케냐(22%)보다 높았다. 중부 고지대는 연중 기온이 낮고 연간 강수량과 차 재배에 적합한 습도 수준을 보인다. 이 산업은 1852년에 도착한 영국의 식물학자 제임스 테일러에 의해 1867년에 소개되었다.
최근 스리랑카는 영국과 다른 나라에 공정거래 차를 수출하는 나라 중 하나가 되었다. 이러한 사업들이 농촌의 빈곤을 줄일 수 있을 것으로 여겨진다.

### 농업
이 나라의 농업 부문은 주로 쌀, 코코넛, 곡물을 생산하며, 주로 내수용으로, 때로는 수출용으로 생산한다. 1867년부터 존재해 온 차 산업은 보통 국내에서의 사용보다는 수출에 중점을 둔 농업 부문의 일부로 간주되지 않는다.
스리랑카의 농업 및 농업 동맹국 제조업은 기후 변화의 영향을 받을 가능성이 높다. 2018년 5월 홍수에 이어 2016년 5월, 2017년 5월 홍수가 발생했다.

### IT 산업
스리랑카 IT 분야의 2019년 수출 수익은 10억8900만 달러다.

## 세계 경제 관계
스리랑카의 가장 중요한 시장인 미국으로의 수출은 2002년 18억 달러로 전체 수출의 38%에 달했다. 미국은 수년 동안 스리랑카 최대 의류 시장으로서 스리랑카 전체 의류 수출의 63% 이상을 받고 있다. 인도는 스리랑카의 최대 공급국으로 2002년 8억3500만 달러 상당의 수입을 올렸다. 전통적으로 스리랑카의 최대 공급국인 일본은 2002년 3억5500만 달러의 수출로 4위를 기록했다. 다른 중요한 공급처로는 홍콩, 싱가포르, 대만, 그리고 한국이 있다. 미국은 스리랑카에 10번째로 큰 공급국이며, 2002년 미국의 수입은 2억1800만 달러에 달했다.
스리랑카 남부 함반토타에 중국 정부의 지원을 받아 신항이 건설되고 있다. 이것은 스리랑카 항구, 특히 콜롬보의 정체를 완화시킬 것이다. 2009년에는 4456척의 선박이 스리랑카 항구를 방문했다.

### 해외 원조
스리랑카는 대외원조에 대한 의존도가 높으며, 2003년 몇몇 대외원조 프로젝트가 착수되었다. 이 중 가장 중요한 것은 2003년 6월 도쿄에서 열린 국제 통화 기금, 세계은행, 아시아 개발 은행, 일본, 유럽 연합, 미국의 대표들이 참여한 정상회담에서의 약속으로 총 45억 달러가 되었다.

## 같이 보기
- 스리랑카 중앙은행
- 콜롬보 증권거래소